# We Shall Overcome: The Seeger Sessions
Albums de Bruce Springsteen
Hammersmith Odeon London '75
(2006) Live in Dublin
(2007)
We Shall Overcome: The Seeger Sessions, est le quatorzième album studio de Bruce Springsteen, sorti en 2006.

## Historique
L'album est le premier de Bruce Springsteen composé d'interprétations, de 13 reprises de chansons écrites par Pete Seeger, célèbre musicien folk ; il ne contient aucune chanson qu'il a écrite. Les premières sessions d'enregistrement eurent lieu en 1997, par une première chanson, We Shall Overcome, initialement prévue dans un album en hommage intitulé Where Have All the Flowers Gone: the Songs of Pete Seeger (1998). Springsteen n'en savait pas encore assez sur la vie et l'œuvre de Pete Seeger. Soozie Tyrell, violoniste au sein du groupe de Bruce, E Street Band, introduisit Springsteen au sein d'un groupe de musiciens du New Jersey et de New York, et ils enregistrèrent quelques morceaux lors d'une session informelle, dans la ferme jersey de Bruce. À Tyrell vint s'ajouter une section de cuivres, The Miami Horns, ainsi que Patti Scialfa, et le groupe fut baptisé The Sessions Band. We Shall Overcome : The Seeger Sessions que Bruce n'a pas enregistré avec l'E Street Band, et qui n'est pas d'inspiration rock, et le deuxième album consécutif depuis les reprises de chansons de Woody Guthrie avec Billy Bragg et Wilco. Seeger en personne a commenté l'album, content du résultat : « C'est un grand honneur. C'est une personne extraordinaire, et un chanteur extraordinaire également ». Cet album, tout comme son prédécesseur Devils and Dust, est sorti chez DualDisc, et la version DVD contient deux inédits dans la partie Bonus. Le 3 octobre 2006, date de sortie américaine officielle, l'album ressort sous le nom de We Shall Overcome: The Seeger Sessions - American Land Edition, contenant cinq titres additionnels, les deux chansons bonus du DVD, et trois chansons jouées uniquement sur scène lors de la tournée promotionnelle. L'album remporta un Grammy lors du 49e Festival de remise des Grammy Awards, en février 2007. En janvier 2009, l'album affichait des ventes de 700 000 copies aux États-Unis au moins, et fut certifié Disque d'or par le RIAA.

## Chansons
Sauf mention expresse contraire dans la présente, toutes les chansons sont des reprises de chansons traditionnelles.
| No  | Titre                                             | Durée |
| --- | ------------------------------------------------- | ----- |
| 1.  | Old Dan Tucker                                    | 2:31  |
| 2.  | Jesse James (Billy Gashade)                       | 3:47  |
| 3.  | Mrs. McGrath                                      | 4:19  |
| 4.  | O Mary Don't You Weep                             | 6:05  |
| 5.  | John Henry                                        | 5:07  |
| 6.  | Erie Canal (Thomas S. Allen)                      | 4:03  |
| 7.  | Jacob's Ladder                                    | 4:28  |
| 8.  | My Oklahoma Home (Bill et Agnes "Sis" Cunningham) | 6:03  |
| 9.  | Eyes on the Prize (Alice Wine)                    | 5:16  |
| 10. | Shenandoah (en)                                   | 4:52  |
| 11. | Pay Me My Money Down                              | 4:32  |
| 12. | We Shall Overcome (Rév. Charles Tindley)          | 4:53  |
| 13. | Froggie Went A-Courtin'                           | 4:33  |

### Les bonus
1. Buffalo Gals
2. How Can I Keep from Singing? (attribuée à Robert Wadsworth Lowry)

### Édition bonus
1. Buffalo Gals
2. How Can I Keep from Singing? (attr. Robert Wadsworth Lowry)
3. How Can a Poor Man Stand Such Times and Live? (Blind Alfred Reed, Bruce Springsteen)
4. Bring 'Em Home (Pete Seeger)
5. American Land (Bruce Springsteen)

## Personnel
- Bruce Springsteen – voix, guitare, harmonica, B-3, et percussions
- Patti Scialfa – chœurs
- Frank Bruno – guitare
- Sam Bardfeld – violon
- Art Baron – tuba
- Jeremy Chatzky – contrebasse
- Mark Clifford – banjo
- Larry Eagle – batterie et percussions
- Charles Giordano –  B-3, piano, accordéon
- Ed Manion – saxophone
- Mark Pender – trompette, chœurs
- Richie "La Bamba" Rosenberg – trombone, chœurs
- Soozie Tyrell – violon, chœurs